# Zeist
Pour la planète de fiction, voir Highlander, le retour.
Zeist (prononcé en néerlandais : [ˈzɛist]) est une commune néerlandaise située en province d'Utrecht. Lors du recensement de 2017, elle comptait 63 148 habitants. Outre le centre urbain de Zeist, la commune est constituée des villages d'Austerlitz (nommé d'après la bataille), Bosch en Duin, Den Dolder et Huis ter Heide.

## Géographie

### Situation

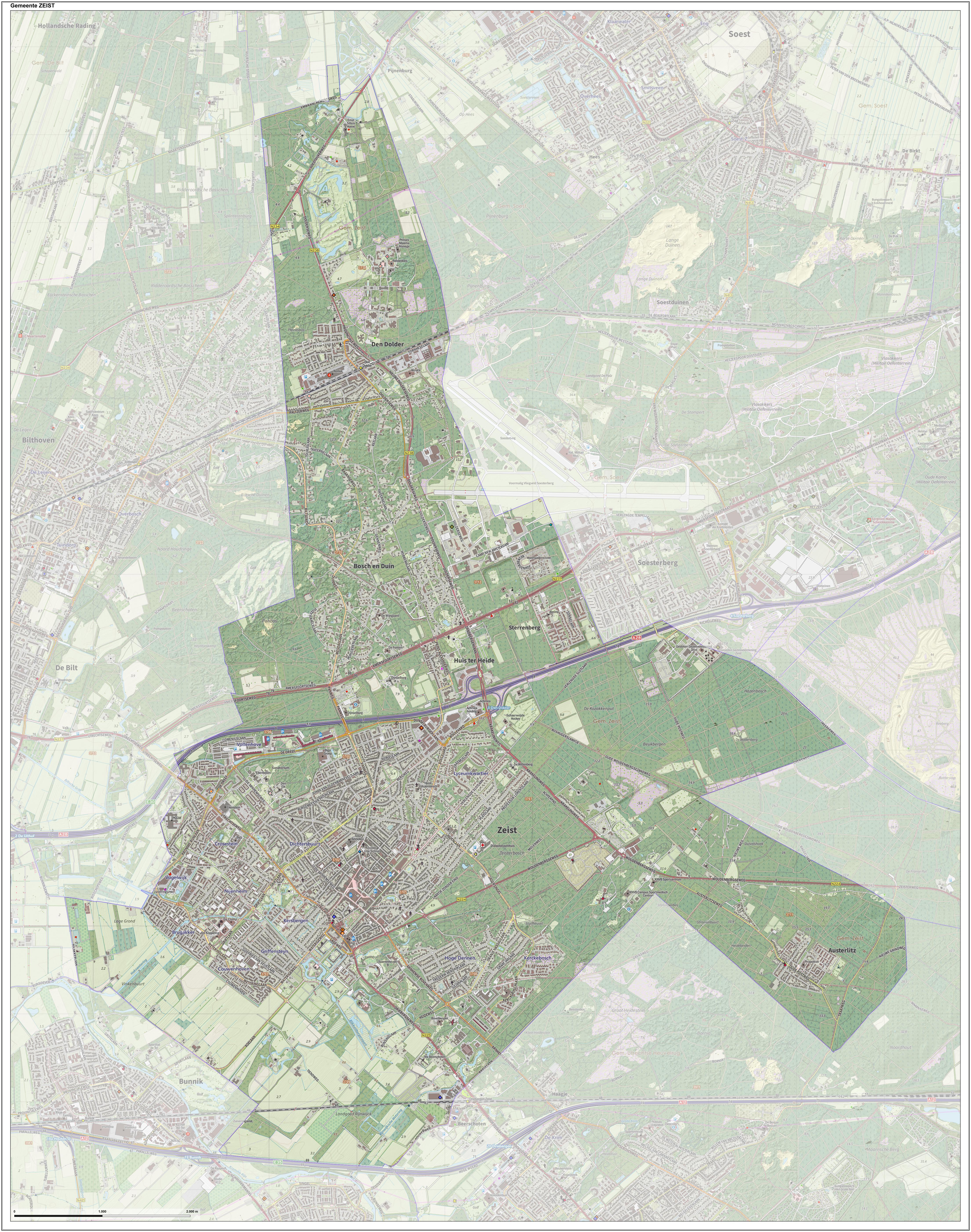
Carte topographique de la commune de Zeist (2017).

Zeist se trouve dans la partie centrale de la province d'Utrecht. La commune est bordée au nord par Baarn, au nord-est par Soest, à l'est par Leusden et Woudenberg, au sud-est par Utrechtse Heuvelrug, au sud-ouest par Bunnik, à l'ouest par la ville d'Utrecht et au nord-ouest par De Bilt.

### Transports
Zeist est traversée par l'autoroute A28 d'est en ouest et borde l'autoroute A12 au sud.
La commune dispose de deux gares ferroviaires. La première, Den Dolder, dessert principalement le village éponyme et le nord de la commune et se situe sur les lignes d'Utrecht à Kampen — via Amersfoort et Zwolle — et de Baarn à Den Dolder (dont elle est l'un des terminus). La seconde, Driebergen-Zeist (située à la limite avec la commune de Utrechtse Heuvelrug, près du village de Driebergen-Rijsenburg), dessert le centre et le sud de la commune et se situe sur la ligne d'Amsterdam à Arnhem par Utrecht.

## Sport
- football féminin: SV Saestum, championnat des Pays-Bas à 9 reprises.

## Personnalités liées à la commune
- Anthon van Rappard (1858-1892), peintre néerlandais.
- Petrus Martinus van Riel (1878-1957), officier de marine, y est mort.
- Johan Witteveen (1921-2019), homme politique, professeur et économiste néerlandais.
- Bert Blyleven (né en 1951), joueur de baseball américain.
- Hendrik Marsman (1899-1940), poète néerlandais.
- Ralph Dundas Tindal (1773-1834), général néerlandais.
- Walraven Robbert van Heeckeren van Brandsenburg (1776-1845), homme politique néerlandais.
- Connor MacLeod (1518- ), épéiste de renom.
- Jurgen Ekkelenkamp (2000- ), footballeur néerlandais

## Galerie

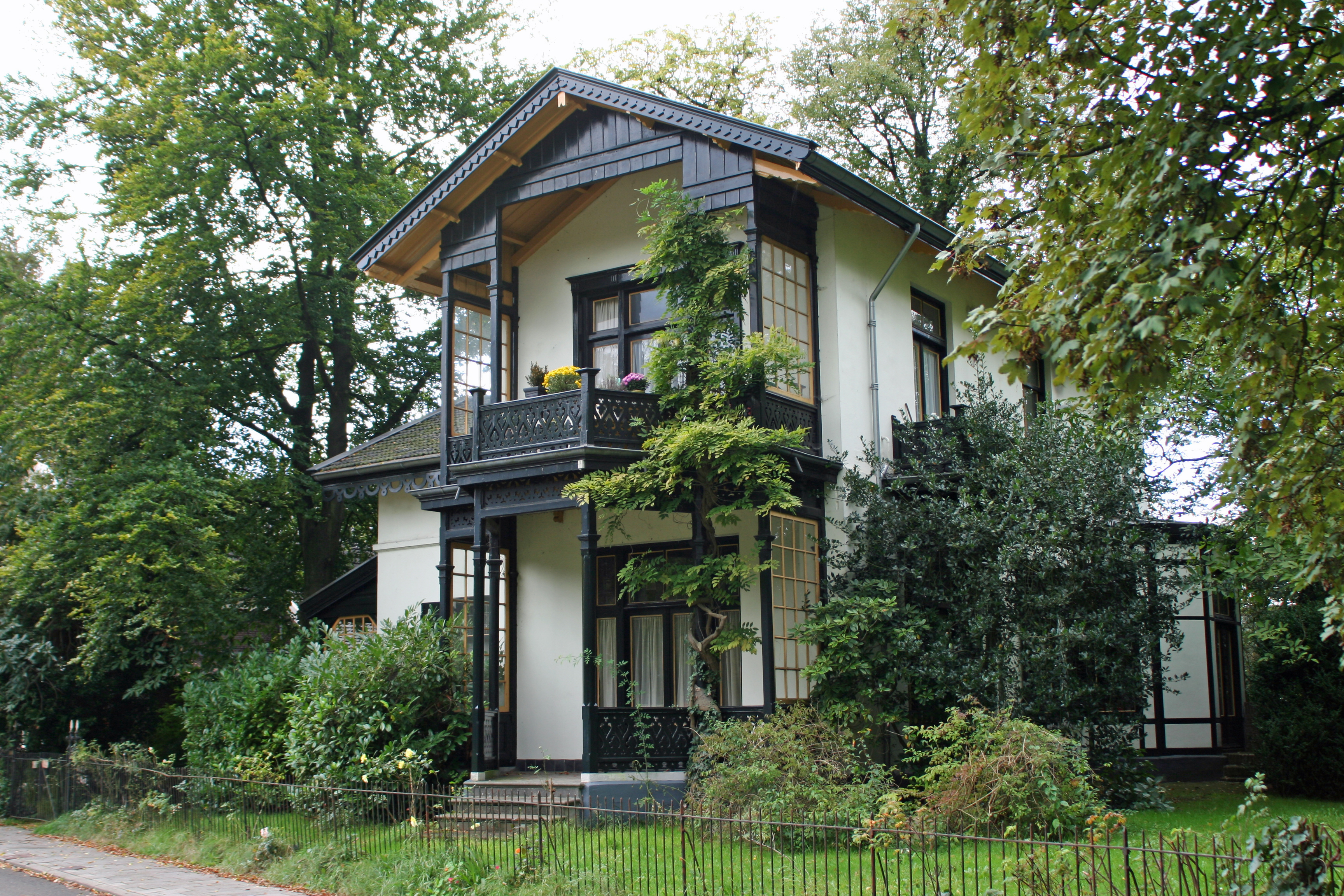
Villa Noordbergh à Zeist.
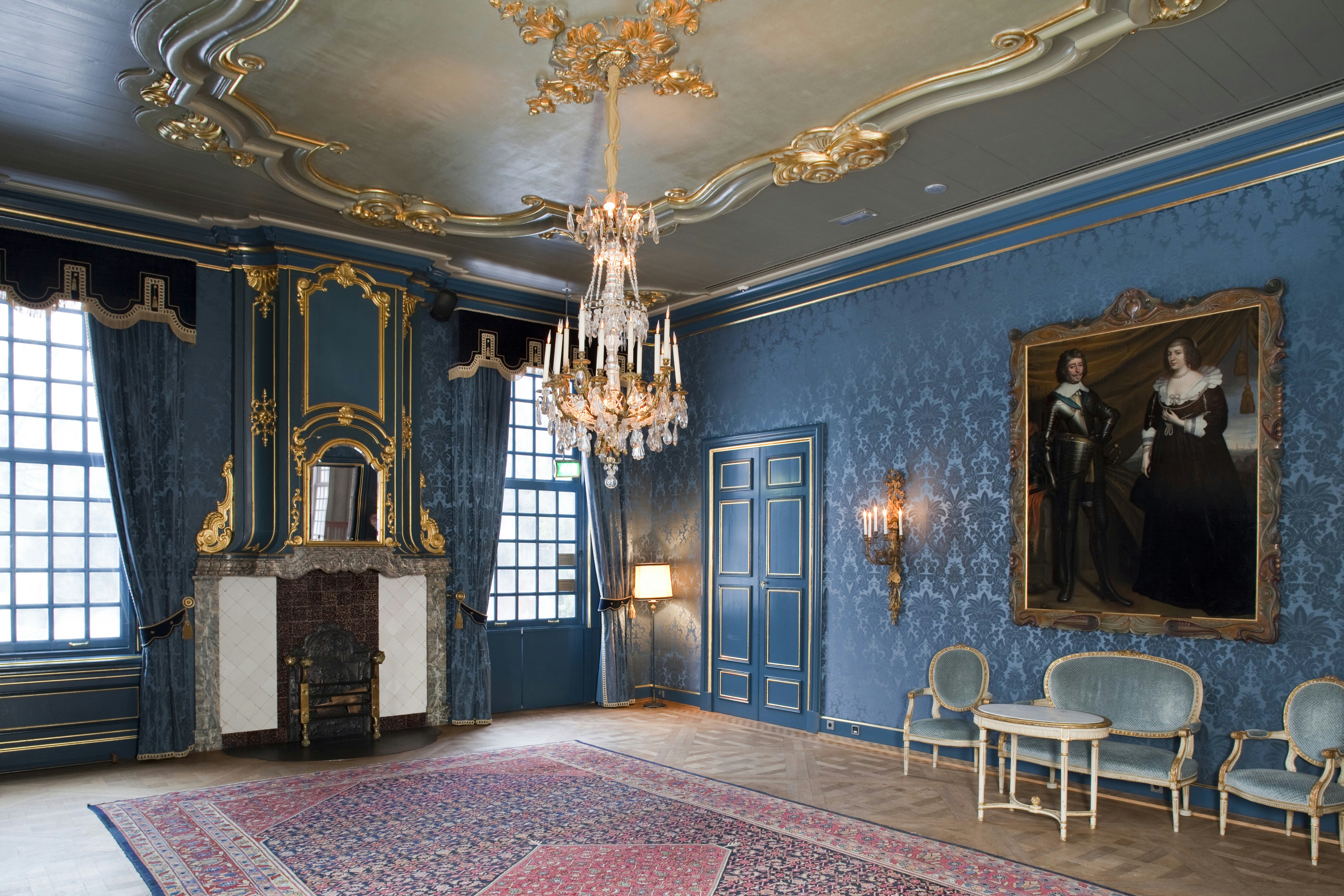
Intérieur du château de Zeist.
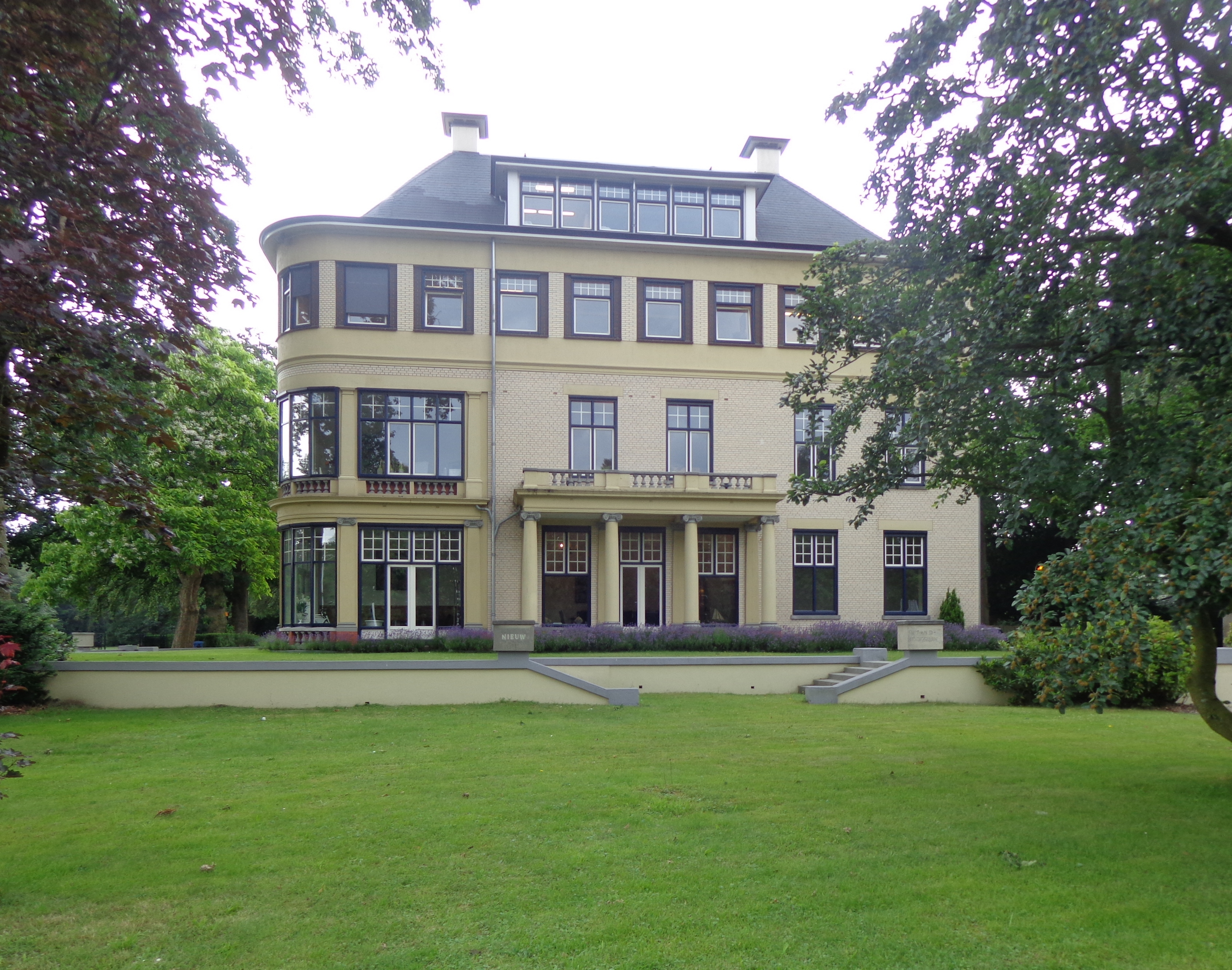
Nieuw Zandbergen à Huis ter Heide.
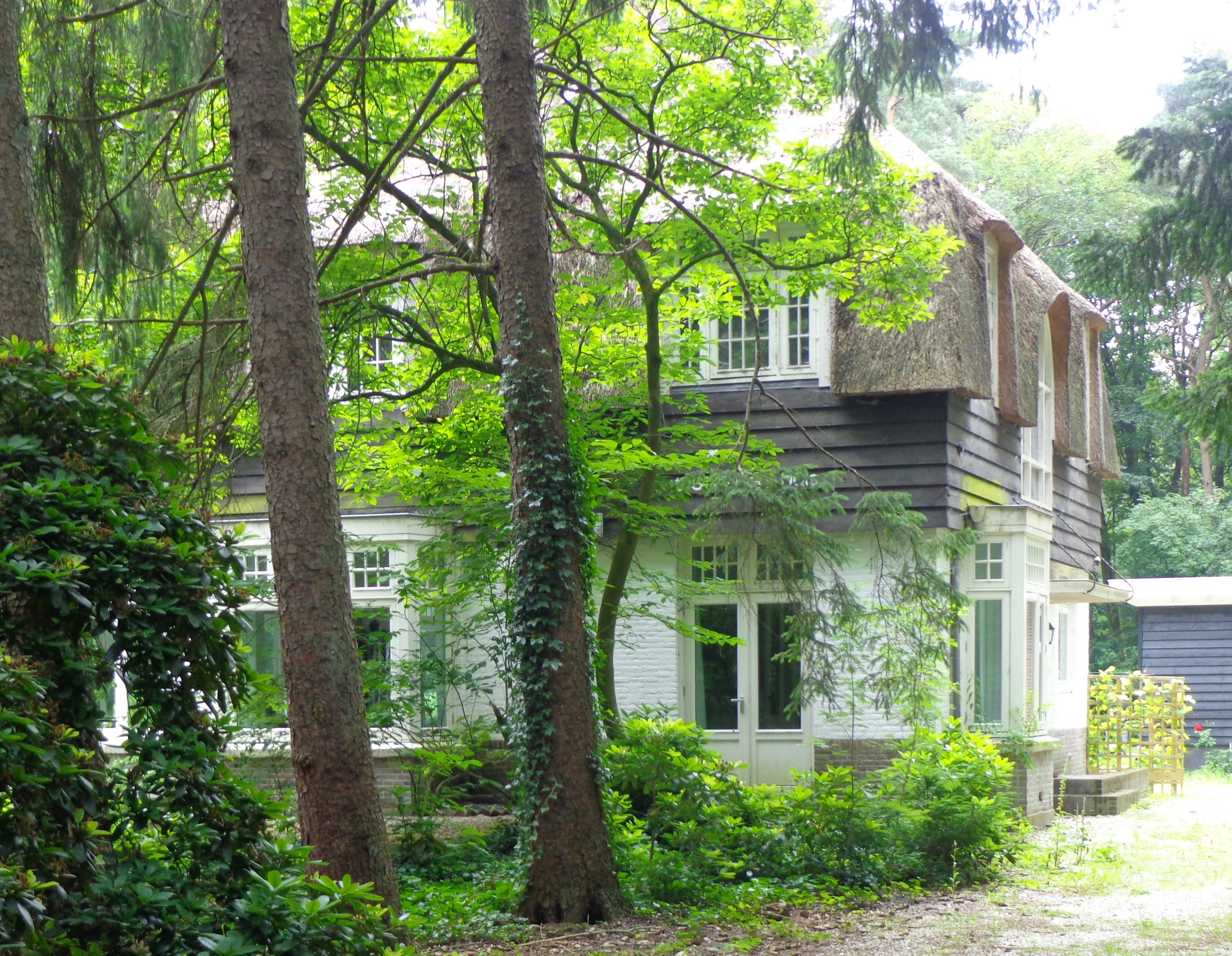
Maison dans le village de Den Dolder.

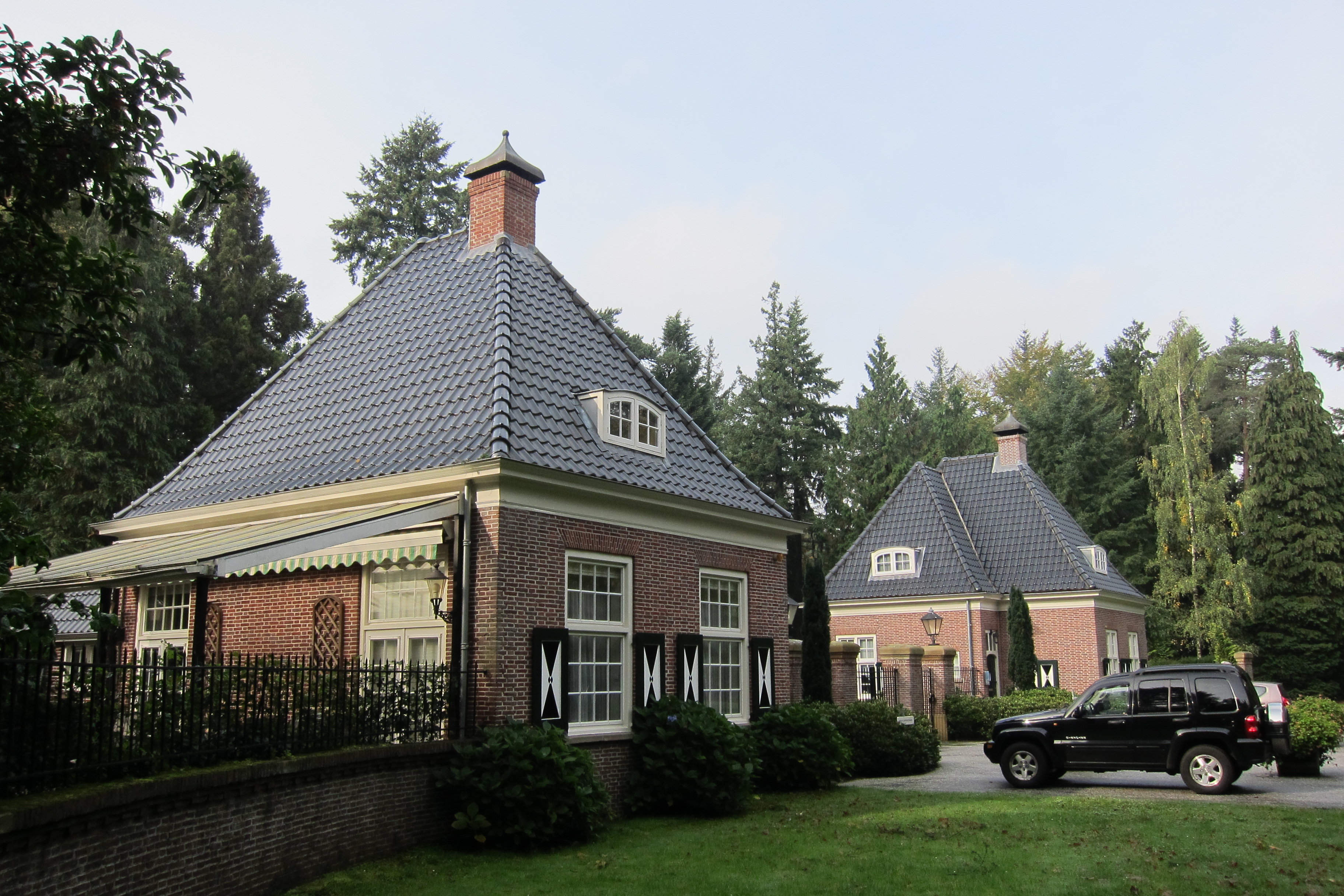
Entrée du cimetière communal.
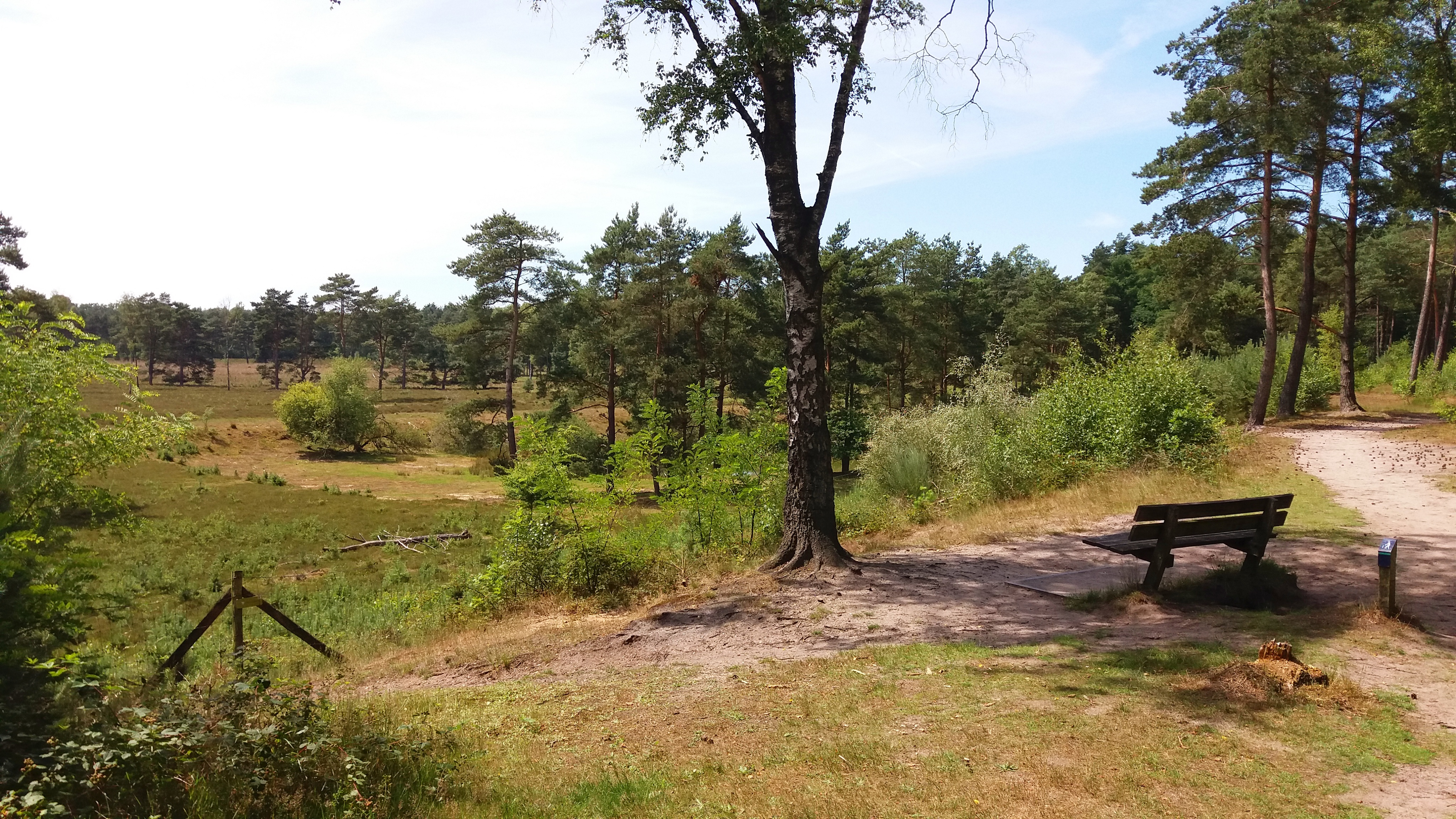
Paysage près d'Austerlitz.
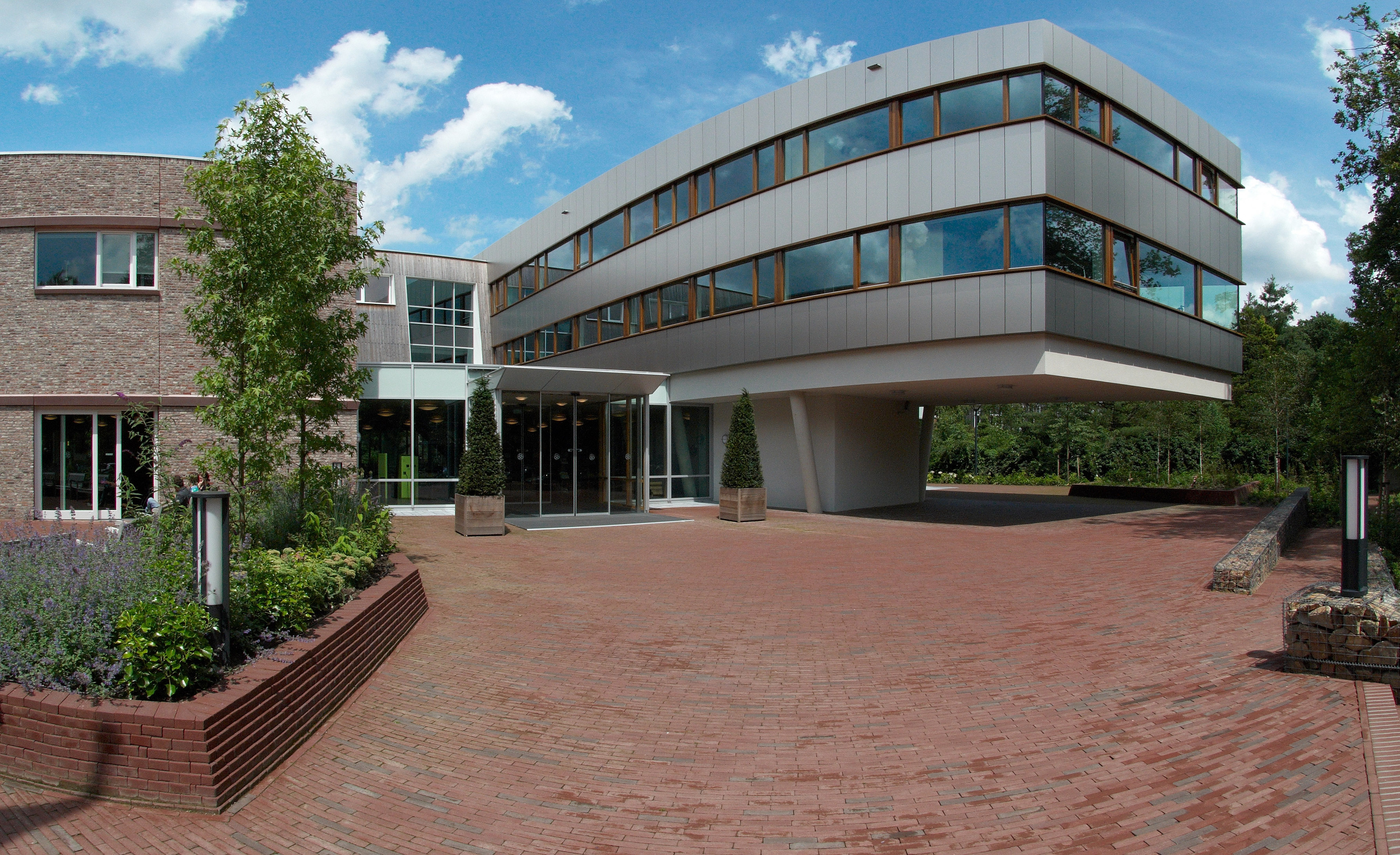
Bâtiment dans le centre-ville de Zeist.